# 김가영 (프로게이머)
김가영(1988년 11월 4일 ~ )은 대한민국의 스타크래프트 II 프로게이머이다. 아이디는 Aphrodite. 주 종족은 테란이다.
2014년 9월 18일부로 스타테일과 결별하였다.
2014년 11월 7일부로 MVP에 입단하였다.
2015년 11월 13일 MVP와의 결별을 공식 발표하였다.

## 수상 경력
- 2011년 Zowie Divina 우승
- 2012년 Iron Lady Champion Cup #6 우승
- 2012년 Iron Lady Leetgion Tournament 준우승
- 2012년 IeSF 2012 World Championship 스타크래프트2 여성 부문 우승
- 2012년 Zowie Divina Asian Championship 우승
- 2013년 2013 아프리카TV 여성부 스타리그 우승
- 2014년 2014 MSI WSL 시즌1 우승
- 2014년 2014 MSI WSL 시즌2 우승
- 2015년 2015 MSI WSL 시즌3 우승
- 2015년 IeSF 2015 World Championship 스타크래프트 ll 부문 8강